# Playa Cardz Right
«Playa Cardz Right» es un sencillo de la cantante de R&B Keyshia Cole de su tercer álbum A Different Me. Incluye la colaboración del rapero 2Pac. La canción también se incluye en el álbum de 2Pac Pac's Life de 2006.
La canción está producida por Ron Fair y Carvin & Ivan. El video musical se emitió por primera vez en Access Granted de la BET el 30 de octubre de 2008.
También existe un remix del miembro de los Outlawz Hussein Fatal con Keyshia Cole y 2Pac.

## Posiciones
| Lista (2008)                         | Posición más alta |
| ------------------------------------ | ----------------- |
| U.S. Billboard Hot 100               | 63                |
| U.S. Billboard Hot R&B/Hip-Hop Songs | 9                 |
| UK Singles Chart                     | 32                |